# De man die in rook opging
De man die in rook opging (Zweeds: "Mannen som gick upp i rök") is een roman van het Zweedse schrijverspaar Sjöwall & Wahlöö. De in 1966 uitgegeven roman is het tweede deel van een serie van 10 politieromans waarin inspecteur Martin Beck de hoofdrol speelt.

## Het verhaal
Op de eerste dag van zijn vakantie wordt Martin Beck door zijn meerdere Hammar terug geroepen om een zaak op te pakken. Het gaat om de verdwijning van de journalist Alf Matsson, die naar Boedapest is vertrokken en daarna spoorloos is verdwenen. Beck vertrekt ook naar Boedapest om een onderzoek te doen. In het snikhete Boedapest weet Beck niet veel te ontdekken. Matson blijkt wel in het hotel te zijn aangekomen, maar daarna heeft niemand hem meer gezien. Hij maakt via een tip kennis met het meisje Ari Bökk, die mogelijk iets van de verdwijning weet. Zij helpt hem echter niet veel verder. Ook zijn contacten met de Hongaarse politie helpen hem niet veel verder.   
Totdat Martin Beck bij een nachtelijke wandeling wordt aangevallen en ternauwernood aan de dood ontsnapt door ingrijpen van de Hongaarse politie. Hij blijkt aangevallen te zijn door een groepje drugsdealers, waarvan ook Ari Bökk deel uitmaakt. De groep was bang dat Beck hun handel had ontdekt. Alf Matsson was hun koerier voor Zweden. Zij weten echter ook niet wat er met Matsson gebeurd is en hadden geen belang bij zijn dood.
Zonder verder resultaat keert Martin Beck terug naar Zweden. Samen met zijn naaste medewerker Lennart Kollberg gaat hij in Stockholm verder op zoek, met name in de vrienden en kennissenkring van Matsson. Nog meer dan eerder wordt duidelijk dat Matsson, zeker onder invloed van drank, een vervelende man was die ruzie zocht. 
Door deductie ontdekken de beide politiemannen uiteindelijk dat Åke Gunnarsson, een van de vrienden van Matsson, de journalist heeft vermoord nadat deze zich stomdronken een hele avond heeft misdragen. Hij verstopte het lijk in een oud huis dat door een oefening van de brandweer geheel is verbrand. Zelf reisde hij met de papieren van Matsson naar Boedapest en op een gestolen paspoort van iemand anders weer terug. Gunnarsson wordt gearresteerd en Beck kan terug naar zijn familie om nog vakantie te hebben. 

## Personages
Martin Beck werkt drie kwart van het boek alleen en aan het slot samen met  Lennart Kollberg. Andere politiemensen (Hammar, Stenström) worden kort genoemd. In de korte stukken over de vakantie van Beck wordt al enigszins duidelijk dat het huwelijk van Martin Beck niet optimaal is. 